# (74232) 1998 ST26
1998 أس تي 26 (ويعرف أيضًا باسم (74232) 1998 أس تي 26 وفق تسمية الكوكب الصغير) (بالإنجليزية: 1998 ST26)‏ هو كويكب ضمن حزام الكويكبات؛ وترتيبه 74232 من حيث الاكتشاف.
اكتُشف هذا الجُرم الفلكي بواسطة Petr Pravec ‏ في 24 سبتمبر 1998.

## وصلات خارجية
- (74232) 1998 ST26 في قاعدة بيانات مختبر الدفع النفاث لأجرام النظام الشمسي الصغيرة

- الاكتشاف · مخطط المدار ·  العناصر المدارية · المعلمات المادية

- (74232) 1998 ST26 على موقع ويكي سكاي: DSS2, SDSS, GALEX, IRAS, Hydrogen α, X-Ray, Astrophoto, Sky Map, Articles and images